# Дан захвалности (САД)
Дан захвалности (енгл. Thanksgiving) савезни је празник у Сједињеним Америчким Државама који се слави четвртог четвртка у новембру, а тај датум је постао јединствени датум у цијелој земљи 1941. године. Изван Сједињених Америчких Држава, понекад се назива амерички Дан захвалности како би се разликовао од истоименог канадског празника и сродних прослава у другим регионима. Модерна национална прослава датира из 1863. године, а од касног 19. вијека повезана је са фестивалом жетве ходочасника из 1621. Тема празника се углавном врти око захвалности, а средишњи дио већине прослава је вечера за Дан захвалности са породицом и пријатељима.
Вечера се често састоји од хране која се повезује са прославама жетве у Новој Енглеској, као што су ћуретина, кромпир (обично пире и слатки кромпир), тиква, кукуруз, боранија, брусница (обично као сос од бруснице) и пита од бундеве. Током година су почели да се укључују специјалитети из других региона САД, као што су пита са пекан орасима (на југу) и надјев од дивљег пиринча (у региону Великих језера), а такође су почела да се укључују међународна и етничка јела.
Остали обичаји укључују добротворне организације које нуде вечеру за Дан захвалности за сиромашне, присуство вјерским службама и гледање или учешће у парадама и утакмицама америчког фудбала. Тај дан се такође обично сматра почетком празничне сезоне куповине, а дан након Дана захвалности се назива Црни петак, који се често сматра најпрометнијим даном куповине у години у Сједињеним Америчким Државама. Сајбер понедељак, што је куповина преко интернета еквивалентна Црном петку, одржава се у понедељак након Дана захвалности.

## Историја

### Дани захвалности
Дани захвалности или дани који се приписују захвалности божанствима, постоје хиљадама година и много су претходили европској колонизацији Сјеверне Америке. Постојали су разни фестивали, у распону од општих празника жетве до празника који се односе на захваљивање боговима за специфичне благодати које су пружили својим молиоцима или човјечанству уопште, као што је Тек фестивал којим се захваљује богињи Хатор за стварање алкохола. Они су се често славили уз музику, плес, ломаче и облачење одјеће или костима.
Забиљежене службе захвалности у садашњим Сједињеним Америчким Државама спроводили су још у 16. вијеку Шпанци, као и Французи. Ти дани благодарења прослављани су црквеним службама и трпезом. Историчар Мајкл Ганон је написао да је Сент Огастин на Флориди основан заједничким оброком захвалности 8. септембра 1565. године.  Захвалност у Сент Огастину је прослављена 56 година прије Пуританске ходочасничке захвалности у Плимоту, али није постала извор националне годишње традиције.
Службе за Дан захвалности биле су уобичајене у области Комонвелта Вирџиније већ 1607. године, а у првом сталном насељу Џејмстаун у Вирџинији, одржан је Дан захвалности 1610. Дана 4. децембра 1619. године, 38 енглеских досељеника прославило је Дан захвалности одмах по искрцавању у колонији Беркли Хандред, у Чарлс Ситију. У повељи колоније захтијевано је да дан доласка бродова на мјесто одређено за плантажу у земљи Вирџиније буде сваке године и непрестано свето као дан захвалности Свемогућем Богу. Та прослава се, од средине 20. вијека, обиљежава сваке године на плантажи Беркли, дому предака породице Харисон из Вирџиније. Сматра се да је рана комеморација створила основу за оно што је касније постало национални обичај, наглашавајући снажну вјеру имиграната и захвалност за њихов опстанак у Новом свијету. Дан захвалности се развио од локалног догађаја у Вирџинији до опште познатог празника широм САД.

### Празник жетве који су славили ходочасници у Плимуту
Колонисти из Плимута, данас познати као Ходочасници, су се населили у дијелу источног Масачусетса који су раније окупирали Индијанци Патукет који су умрли у разорној епидемији између 1614. и 1620. године. Током зиме 1620–1621. умрла је половина колониста из Плимута, након чега су два домородна посредника, Самосет и Тисквантум (познатији по деминутивној варијанти Скуанто и последњи живи члан Патукета) дошли на захтјев Масасоита, вође Вампаноага, да преговарају о мировном споразуму и успоставе трговинске односе са колонистима, јер су обојица посредника имали извјесно знање енглеског језика из претходних сусрета са Европљанима, кроз трговину и кроз период поробљавања.
Масасоит се надао да ће успоставити узајамни заштитни савез између Вампаноага, који су сами били ослабљени истом кугом која је истријебила Патукете, и боље наоружаних Енглеза у њиховом дуготрајном ривалству са Нарагансетима, који углавном нису били погођени епидемијом; Сматра се да Вампаноаги нису напали ходочаснике на почетку јер су дошли са женама и дјецом.
Скуанто је подучавао ходочаснике како да хватају јегуљу и узгајају кукуруз и служио им је као тумач све док и он није умро због болести годину дана касније. Вођа Вампаноага Масасоит такође је давао храну колонистима када су се њихове залихе које су донијели из Енглеске потрошиле.
Пошто су имали добру жетву, ходочасници су славили у колонији Плимут три дана у јесен 1621. Тачно вријеме није познато, али је Џејмс Бејкер, бивши потпредсједник истраживања Плимут плантажа, изјавио 1996. године да се тај догађај  догодио између 21. септембра и 11. новембра 1621. године, а да је највјероватније био око Миховила (29. септембра), што је било традиционално доба за жетву. Према извјештајима из 17. вијека, славље је означено као прослава жетве, а не као дан захвалности.
Ходочасничку гозбу су припремиле четири одрасле жене које су преживјеле своју прву зиму у Новом свијету, заједно са младим ћеркама и мушким и женским слугама.
Према извјештајима потомака Вампаноага, празник жетве је првобитно био постављен само за ходочаснике, што је супротно уобичајеном вјеровању да су Вампаноази били позвани да помогну у подучавању ходочасника њиховим пољопривредним техникама. Дио прославе жетве укључивао је демонстрацију оружја од стране колониста, а сматра се да су Вампаноази, пошто су склопили споразум о међусобној заштити са колонистима, вјероватно за слављеничку паљбу сматрали да их нападају заједнички непријатељи и дошло су потпуно наоружани. Они су позвани да се придруже прослави, пошто су њихове технике узгоја и лова донијеле велики дио благодати за ходочаснике, а затим су дали и своју храну за заједнички оброк током прославе.
Већина модерних тумачења о прослави промовише идеју да је свака укључена страна јела искључиво ћуретину. Филип Деларија је за часопис  написао: „Док су слављеници могли да се хране дивљом ћурком, локална исхрана је укључивала и рибу, јегуље, шкољке и јело Вампаноага звано насаумп, које су ходочасници усвојили: кувано кукурузно брашно помијешано са поврћем и месом. Није било кромпира (аутохтоне јужноамеричке хране која није била уведена у глобални систем исхране) и без пите (јер није било путера, пшеничног брашна или шећера).“
Вилијам Бредфорд, који је био гувернер колоније Плимут 1621. написао је у часопису Of Plymouth Plantation: „Сада су почели да скупљају малу жетву коју су имали и да спремају своје куће и станове за зиму, будући да су сви били добро опорављени у здрављу и снази и имали су све ствари у изобиљу. Јер како су се једни запошљавали у пословима у иностранству, други су се бавили пецањем, око бакалара и бранцина и друге рибе, које су добро чували, а од којих је свака породица имала свој дио. Цијело љето није било оскудице; а сада су почели да долазе у залихе живине, како се приближавала зима, којом је ово мјесто било у изобиљу када се може користити (али се касније постепено смањивало). А поред пловуша, била је и велика залиха дивљих ћурки, којих су узели много, поред дивљачи итд. Осим тога, имали су око оброка недељно по човјеку, или сада од жетве, индијски кукуруз пропорционално. Због чега су многи касније својим пријатељима у Енглеској у великој мјери писали о свом обиљу, који нису били лажни већ истинити извјештаји.“ Едвард Винслоу, који је био трећи гувернер колоније, написао је у књижици Mourt's Relation: „Пошто је наша жетва стигла, наш гувернер је послао четири човјека у лов на птице, да бисмо се на посебан начин заједно радовали након што смо убрали плодове нашег рада. Четири су у једном дану убили онолико живине колико су уз малу помоћ служили друштву скоро недељу дана. У то вријеме, између осталих рекреација, вјежбали смо гађање оружјем, многи Индијанци су долазили међу нас, а међу осталима њихов највећи краљ Масасоит, са неких деведесет људи, које смо три дана забављали и гостили, а они су изашли и убили пет јелена, које смо донијели на плантажу и поклонили нашем гувернеру, капетану и другима. И мада не буде увијек тако обилно као у ово вријеме код нас, ипак смо по доброти Божијој толико далеко од оскудице да често желимо и вама да учествујете у нашем изобиљу.“

### Дебата о првом дану захвалности и традицији
Џереми Банг је 2005. написао да су се колонисти у Вирџинији, Флориди и Тексасу захваљивали доста прије 1621. због тога што су поново крочили на суво, такође истичући да су Индијанци обављали ритуале захваљивања и прије контакта са колонистима.
Кодификација и прослава годишњег дана захвалности према повељи колоније Беркли Хандред у Вирџинији, подстакла је предсједника Џона Кенедија да призна тврдње и Масачусетса и Вирџиније на најраније америчке прославе. Он је 5. новембра 1963. године издао Проглас 3560, у коме је написано: „Прије више од три вијека, наши преци у Вирџинији и Масачусетсу, далеко од куће у усамљеној пустињи, одвојили су вријеме за захваљивање. за њихову безбједност, за здравље њихове дјеце, за плодност њихових њива, за љубав која их је повезала и за вјеру која их је сјединила са њиховим Богом“.
Историчар Џејмс Бејкер је истакао да дебате о томе гдје се одржао први Дан захвалности на савременој америчкој територији представљају „буру у лонцу са пасуљем“. Он је написао да је право поријекло био Дан захвалности у Новој Енглеској, док су светковине ходочасника биле посебни дани одвојени током недеље за захвалност и хвалу као одговор на Божију промисао.

### Дан захвалности у Новој Енглеској
Бејкер је истакао да се Дан захвалности у Новој Енглеској не односи на годишње обиљежавање ходочасничке прославе жетве из 1621. године, јер сматра да тај догађај уопште није допринио раном развоју модерног празника, пошто је издање Бредфордовог часописа Of Plymouth Plantation објављено 1850-их, а Винслоуова књижица Mourt's Relation је резимирана у другим публикацијама без сада познате приче о Дану захвалности. До 18. вијека, сматрало се да је оригинална књижица изгубљена или заборављена, иако је копија касније поново откривена у Филаделфији 1820. године, а први пут је потпуно поново штампана 1841. године. У фусноти, уредник, Александар Јанг, био је прва особа која је идентификовала празник из 1621. као „први Дан захвалности“, о чему је Бејкер написао да је то било само зато што га је сматрао сличним традицијама Дана захвалности у Новој Енглеској који се развијао независно од њега око 200 година.
Те традиције, као и савремени празник, настали су из постепене хомогенизације и секуларизације вишеструких одвојених, али повезаних дана захвалности широм Нове Енглеске и често су се славили од почетка новембра до средине децембра. У неким случајевима су функционисали скоро као калвинистичка алтернатива Божићу и обично су укључивали повратак у породичну кућу, црквене службе, обилан оброк и разне забаве, од игара и спорта до свечаних балова. Те прославе су се постепено шириле широм САД како су се становници Нове Енглеске ширили широм земље, са повећаним ширењем након грађанског рата.

### Сара Хејл и  часопис
Сара Џозефа Хејл, родом из Њу Хемпшира и одрасла у традицији Дана захвалности у Новој Енглеској, била је дугогодишњи уредник часописа Godey's Lady's Book, који је био најтиражнији часопис прије Грађанског рата. Хејлова је била главни промотер модерне идеје празника у 19. вијеку, предлажући храну која се сервира, украсе и истичући улогу жене у спајању свега. Она је замислила Дан захвалности као уобичајено слављен, патриотски празник који би ујединио Американце у сврси и вриједностима, које је посматрала као укоријењене у домаћинству и руралној једноставности умјесто урбане софистицираности. Поред празника за прославу огњишта и дома, такође је настојала да учврсти улогу жене у идентитету младе нације.
Сваког новембра, Хејлова је своју мјесечну колумну у часопису фокусирала на Дан захвалности, представљајући прославу као побожан, патриотски празник који је остао у сјећању као провјера од искушења или као утјеха у временима искушења. Хејлова и њен часопис су утицали на стварање стандардизоване прославе која је затим створила стандардизованог слављеника, стандардизованог и правог Американца. Њена визија кроз часопис је била усмјерена на широку публику, а у њеним приказима празник су славили црне слуге, римокатолици и јужњаци, који на тај начин постају све више Американци, што је за Хејлову значило да постану сличнији бијелим протестантским сјеверњацима.
Она је настојала да прошири празник са регионалне на националну прославу не само кроз заговарање у њеном часопису, већ упућивањем директних апела неколико америчких предсједника, укључујући Абрахама Линколна, који је празник трајно успоставио на националном нивоу 1863.

### Прича о Ходочасницима
Сматра се да прича о Ходочасницима није створила савремени празник захвалности, али да је постала нераскидиво повезана са њим крајем 19. и почетком 20. вијека, углавном због увођења у школе у САД „годишњег низа празничних активности у учионици кроз које су индоктринирани грађанско образовање и амерички патриотизам“.
Крајем 19. и почетком 20. вијека биле су масовне имиграције у САД, а промјенљива демографија изазвала је ксенофобичне одговоре у виду рестриктивних имиграционих мјера, као и већи притисак ка американизацији придошлица и свјесном формулисању заједничке културне баштине. Сматра се да су одржавањем празника у учионицама, укључујући рођендан Џорџа Вашингтона, Дан сјећања и Дан заставе, млади упознати са централним темама америчке историје, да је тиме ојачан њихов карактер и да су припремљени да постану лојални грађани. Дан захвалности, са својим неденоминационим карактером, темама колонијалне жетве и сликама ходочасника и Индијанаца који мирно ломе хљеб, омогућио је да се исприча прича о његовом поријеклу људима који напуштају далеке земље, боре се у тешким условима и добродошли су у америчку земљу, што је благодат коју дјеца имиграната могу лако да разумију и подијеле са породицама.
Празнични материјали су често били дистрибуирани у облику књижица са поезијом, пјесмама и вјештинама. Приредбе за Дан захвалности у школама често су укључивали рекреацију замишљеног „Првог Дана захвалности“ да би се појачао наратив о Ходочасницима и важност приче за разумијевање историје САД. Та такмичења су и током 21. вијека настављена у неким дјеловима САД.

### Од Револуционарног до Грађанског рата
Први национални проглас Дана захвалности дао је Континентални конгрес 1777. године са његове привремене локације у Јорку, након што су Британци окупирали националну пријестоницу Филаделфију. Делегат Самјуел Адамс је направио први нацрт, након чега је Конгрес усвојио коначну верзију:
За онолико колико је неопходна дужност свих људи да обожавају надређену Промисао Свемогућег Бога; да са захвалношћу признају своју обавезу према њему за примљене добробити, и да моле такве даље благослове за који су потребни: И пријало му је у његовој обилној милости, не само да нам настави безбројне благодати свог заједничког Провиђења; али и да нам се осмјехне у процесуирању праведног и неопходног рата, за одбрану и успостављање наших неотуђивих права и слобода; посебно у томе што је био задовољан, у тако великој мјери, да просперира средства која се користе за подршку нашим трупама и да крунише наше оружје најзначајнијим успјехом:
Стога се препоручује законодавним или извршним властима ових Сједињених Држава да одвоје четвртак, осамнаестог дана децембра следећег, за свечани Дан захвалности и захвале се: да у једном тренутку и једним гласом добри људи могу изразити осјећања захвалности њихових Срца, и посвете се Служби свом Божанском Добротвору; и да се, заједно са својим искреним Признањима и Понудама, могу придружити покајничком Исповиједању својих многоструких Гријеха, чиме су изгубили сваку Благодат; и њихову понизну и усрдну Молбу да угоди Богу кроз заслуге Исуса Христа, да их милостиво опрости и избрише из Сјећања; Да би му било драго да приушти свој благослов владама ових држава и да просперира јавни савјет цјелине: да надахне наше команданте, и на копну и на мору, и све под њима, оном Мудрошћу и Одважношћу која може да их учини одговарајућим инструментима, под Провиђењем Свемогућег Бога, да обезбиједе овим Сједињеним Државама највећи од свих људских Благослова, Независност и Мир: Да би му то угодило, да просперира трговину и изградњу народа и труд фармера, да би наша земља донијела свој прираст: да под своје његовање узме школе и богословије, тако неопходне за његовање принципа истинске слободе, врлине и побожности; и да напредују средства религије, за унапређење и проширење тог Краљевства, које се састоји у праведности, миру и радости у Духу Светом.

И даље се препоручује, да се ропски рад и таква рекреација, који, иако у другим временима невини, могу бити неприкладни сврси овог именовања, изоставе у тако свечаној прилици.
Џорџ Вашингтон, вођа револуционарних снага у Америчком рату за независност, прогласио је Дан захвалности у децембру 1777. као прославу побједе над Британцима у биткама код Саратоге.
Континентални конгрес, законодавно тијело које је управљало Сједињеним Америчким Државама од 1774. до 1789. године, издало је неколико прогласа о „Националном дану молитве, понижења и захвалности“, што је пракса коју су према Уставу наставили предсједници Вашингтон и Џон Адамс, а затим се празник манифестовао у установљеним америчким обиљежавањима Дана захвалности и Националног дана молитве.
Конгрес је 28. новембра 1782. године објавио проглас у часопису The Independent Gazetteer, or the Chronicle of Freedom.

Од стране Сједињених Држава у Конгресу окупљених, Проглас.
Незаобилазна је дужност свих народа, не само да узнесу своје молбе Свемогућем Богу, даваоцу сваког добра, за Његову милосрдну помоћ у вријеме невоље, већ и на свечан и јаван начин, да Му одају хвалу за Његову доброту уопште, а посебно за велика и сигнална залагања Његовог Промисла у њихову корист; стога су се Сједињене Државе у Конгресу окупиле, узимајући у обзир многе примјере Божанске доброте према овим Државама у току важног сукоба, у који су оне тако дуго биле ангажоване; садашње срећно и обећавајуће стање јавних ствари, и ратни догађаји у току године који се сада ближе крају; посебно хармонију јавног Савјета која је толико неопходна за успјех јавне ствари; савршену заједницу и добро разумијевање које је до сада постојало између њих и њихових савезника, без обзира на вјеште и неуморне покушаје заједничког непријатеља да их подијели; успјех оружја Сједињених Држава и њихових савезника; и признавање њихове независности од стране друге европске силе, чије пријатељство и трговина морају бити од велике и трајне предности за ове Државе; Овим препоручујем становницима ових Држава уопште, да посматрају и захтијевају од неколико држава да уметну своја овлашћења, у именовању и наређивању обиљежавања четвртка, двадесет осмог дана новембра, као дана Свечане захвалности Богу за све Његове милости; и даље препоручују свим редовима да свједоче о својој захвалности Богу за Његову доброту веселом послушношћу Његовим законима и промовисањем, свако на свом положају и својим утицајем, практиковањем праве и неокаљане религије, што је велики темељ јавног благостања и народне среће.
Сачињено у Конгресу у Филаделфији, једанаестог дана октобра, године нашег Господа, хиљаду седам стотина осамдесет друге, и наше суверености и независности, седме године.
Џон Хенсон, предсједник. Чарлс Томсон, секретар.

У четвртак, 24. септембра 1789. године, први Представнички дом је изгласао да државама на ратификацију препоручи Први амандман новоизрађеног Устава, а дан касније је конгресмен Елијас Будино из Њу Џерсија предложио да Дом и Сенат заједнички затраже од предсједника Вашингтона да прогласи дан захвалности за „многе знаке наклоности Свемогућег Бога“. Будино је истакао да не може да помисли да сједница прође, а да не пружи прилику свим грађанима Сједињених Држава да се једногласно придруже у враћању свемогућем Богу њихову искрену захвалност за многе благослове које је излио на њих. Као предсједник, 3. октобра 1789, Џорџ Вашингтон је дао први предсједнични проглас и створио први Дан захвалности који је одредила национална влада Сједињених Америчких Држава:

Будући да је дужност свих нација да признају провиђење Свемогућег Бога, да се повинују његовој вољи, да буду захвални за његове користи и понизно да моле његову заштиту и наклоност, и будући да су оба дома Конгреса својим заједничким комитетом од мене затражила да се „препоручи народу Сједињених Држава дан јавне захвалности и молитве који ће се обиљежавати тако што се са захвалним срцима признају многи знаци наклоности Свемогућег Бога посебно тако што им даје прилику да мирно успоставе облик власти за своју сигурност и срећу."
Стога препоручујем и додјељујем четвртак, 26. новембар следећег дана да буде посвећен од стране народа ових држава у служби тог великог и славног Бића, које је добротворни Аутор свега доброг што је било, што јесте и што ће бити. Да бисмо се онда сви ујединили у исказивању наше искрене и понизне захвалности, за његову љубазну бригу и заштиту народа ове земље прије него што су постали нација, за сигнал и многоструку милост и повољне ставове његовог провиђења, коју смо искусили током и завршетка касног рата, због великог степена спокоја, јединства и обиља, које смо од тада уживали, за миран и рационалан начин на који нам је омогућено да успоставимо уставе власти за нашу сигурност и срећу, а посебно онај национални који је сада уведен, за грађанску и вјерску слободу којом смо благословени; и средства која имамо за стицање и ширење корисног знања; и уопште за све велике и разноврсне услуге које је био задовољан да нам пружи.
И такође да бисмо се тада ујединили у најпонизнијем приношењу наших молитава и молби великом Господу и Владару народа и замоливши га да опрости наше националне и друге преступе, да нам свима омогући, било на јавним или приватним станицама, да уредно и тачно обављамо своје више и релативне дужности, да нашу националну владу учинимо благословом за све људе, тако што ће стално бити Влада мудрих, праведних и уставних закона, дискретно и вјерно извршаваних и поштованих, да заштити и води све Суверене и Нације (нарочито оне који су нам показали доброту) и да их благослови добром владом, миром и слогом. Промовисати знање и практиковање праве религије и врлине, и повећање науке међу њима и нама, и генерално дати цијелом човјечанству такав степен временског просперитета за који само он зна да је најбољи.
Дато под моју руку у граду Њујорку трећег дана октобра године Господње 1789.

Вашингтон је 1. јануара 1795. прогласио Дан захвалности који ће се обиљежавати у четвртак, 19. фебруара. Предсједник Џон Адамс је прогласио Дан захвалности 1798. и 1799. Томас Џеферсон, који је био деиста и скептик према идеји божанске интервенције, није прогласио дане захвалности током свог предсједништва. У прогласу је написао:
Господо,
Њежна осјећања поштовања и одобравања која сте тако добри да ми изразите, у име Данбури баптистичког удружења, представљају ми највеће задовољство. Моје дужности диктирају вјерно и ревносно праћење интереса мојих бирача, а сразмјерно колико су они убијеђени у моју вјерност тим дужностима, њихово извршавање постаје све угодније.
Вјерујући са вама да је религија ствар која лежи искључиво између човјека и његовог Бога, да он никоме не дугује рачун за своју вјеру или своје обожавање, да легитимна овлашћења владе досјежу само дјела, а не мишљења, размишљам са сувереним поштовањем тај акт цијелог америчког народа који је прогласио да њихово законодавство не би требало да „донесе закон који поштује успостављање вјере, или забрањује слободно вршење исте“, чиме се гради зид раздвајања између Цркве и државе. Држећи се овог израза врховне воље нације у име права савјести, видјећу са искреним задовољством напредак оних осјећања која теже да човјеку врате сва његова природна права, увјерен да он нема природно право у супротности са његовом друштвеном дужношћу.
Узвраћам на ваше љубазне молитве за заштиту и благослов заједничког оца и творца човјека, и његујем вас за вас и ваше вјерско удружење, увјеравања мог великог поштовања и цијењења.

Т. Џеферсон, 1. јануара 1802.
Џејмс Медисон је обновио традицију 1813. као одговор на резолуције Конгреса, на крају рата 1812. године и прогласио је за 9. септембар као препоруку за дан молитве, након чега је Кејлеб Стронг, гувернер Комонвелта Масачусетса, прогласио празник 1813. „за дан јавне захвалности и молитве“ за четвртак, 25. новембар. Медисон је 1815. прогласио празник за 4. март, као препоруку Дана јавне захвалности за мир. Године 1816. гувернер Њу Хемпшира Вилијам Плумер, одредио је четвртак, 14. новембар као дан јавне захвалности, а гувернер Масачусетса Џон Брукс је одредио четвртак, 28. новембар да се обиљежава као Дан захвалности у цијелој држави.
Гувернер Њујорка, Девит Клинтон је сваке године издавао прогласе за Дан захвалности од свог именовања 1817. а 1830. законодавна скупштина државе Њујорк је званично одобрила Дан захвалности као празник, чиме је Њујорк постала прва држава ван Нове Енглеске која је то учинила.

### Линколн и Грађански рат
За вријеме Грађанског рата, предсједник Абрахам Линколн је 28. новембра 1861. наредио да се владина одјељења затворе за локални дан захвалности. У јулу 1863. у тродневној бици код Гетисбурга погинуло је око 50.000 људи , али је војска Уније остварила побједу. Подстакнут побједом и низом наслова у часопису Саре Џозефе Хејл, Линколн је прогласио национални Дан захвалности за 26. новембар 1863. године, последњи четвртак у мјесецу. Крајем године, добио је живу ћурку, којој је његов син Тед дао име Џек, а која је требала да буде заклана за Божић. Тед није хтио да је да и Линколн ју је оставио, што се сматра претечом традиције да предсједници помилују ћурку за Дан захвалности.
Проглас 1863. је написао државни секретар Вилијам Х. Сјуард, а према писму Џона Николаја, једног од Линколнових секретара од 1. априла 1864. оригинални документ је написао Сјуард својим рукописом, док је његов колега из кабинета Гидеон Велс 3. октобра у свом дневнику забиљежио да је похвалио Сјуарда за његов рад. Годину дана касније, рукопис је продат у корист трупа Уније и нестао је. Линколн је објавио укупно девет прогласа за Дан захвалности, а након првог из 1863. празник је почео да се слави широм држава Уније сваке године, а затим и широм Сједињених Америчких Држава након Грађанског рата.
Година која се ближи крају била је испуњена благословима плодних поља и здравог неба. Овим благодатима, у којима се толико непрестано ужива да смо склони да заборавимо извор одакле долазе, додају се и друге, које су тако изузетне природе да не могу да не продру и омекшају чак и срце које је по навици неосјетљиво увијек будној промисли Свемогућег Бога. Усред грађанског рата ненадмашних размјера и жестине, за који се страним државама понекад чинило да позивају и изазивају њихову агресију, очуван је мир са свим народима, одржаван ред, поштовани и спровођени закони, и хармонија је завладала свуда осим на позоришту војних сукоба; док је то позориште увелико стекло напредујуће армије и морнарице Уније. Потребна преусмјеравања богатства и снаге са поља мирољубиве индустрије на националну одбрану нису успорила плуг, шатл или брод; сјекира је проширила границе наших насеља, а рудници, како и гвожђа и угља, тако и племенитих метала, давали су још више него до сада. Становништво се стално повећавало, без обзира на уништење које је направљено у логору, опсади и бојном пољу; и земљи, радујући се свијести повећане снаге и енергије, дозвољено је да очекује наставак годинама, са великим повећањем слободе.
Ниједан људски савјет није смислио нити је иједна смртна рука извршила ове велике ствари. Они су благодатни дарови Бога Вишњег, који се, у гнијеву за наше гријехе, ипак сјетио милосрђа.
Чинило ми се погодним и прикладним да их цио амерички народ свечано, с поштовањем и захвалношћу као једним срцем и гласом призна. Стога позивам своје суграђане у свим дјеловима Сједињених Држава, као и оне који су на мору и оне који бораве у страним земљама, да одвоје и обиљеже последњи четвртак следећег новембра, као дан захвалности и Хвале добротворном Оцу нашем који пребива на небесима. И препоручујем им да, приносећи праведно Њему дужно поштовање за таква јединствена избављења и благослове, они такође, са понизним покајањем за нашу националну изопаченост и непослушност, препоруче његовој њежној бризи све оне који су постали удовице, сирочад, ожалошћени или страдалници у жалосним грађанским сукобима у којима смо неизбјежно укључени, и да усрдно преклињу умјешаност Свемоћне руке да зацијели ране нације и да је обнови чим буде у складу са божанским циљевима до пуног уживања мира, хармоније, спокоја и јединства.
Као свједочење тога, ставио сам руку и учинио да се стави печат Сједињених Држава.
Сачињено у граду Вашингтону, трећег дана октобра, године нашег Господа хиљаду осамсто шездесет треће и осамдесет осме године независности Сједињених Држава.

Проглас предсједника Абрахама Линколна, 3. октобар 1863.

### Период после Грађанског рата
Дана 28. јуна 1870. године, предсједник Јулисиз С. Грант потписао је Закон о празницима који је Дан захвалности учинио годишњим именованим или запамћеним савезним празником у Вашингтону. Три друга празника укључена у закон су били Нова година, Божић и 4. јул као Дан независности. Закон није важио изван Вашингтона, док је датум за Дан захвалности остављен да га одређује предсједник. У јануару 1879. Конгрес је додао рођендан Џорџа Вашингтона, 22. фебруар, на списак савезних празника. Дана 6. јануара 1885. године, актом Конгреса проширен је Закон о празницима тако да је почео да се примјењује на сва савезна одјељења и запослене широм земље, чиме су федерални радници примали плату за све празнике, укључујући и Дан захвалности.
Током друге половине 19. вијека, традиција Дана захвалности је варирала од региона до региона. У Новој Енглеској, тог дана се традиционално одржавала лутрија у којој су награде углавном биле гуске или ћурке, одржавала су се стрељачка такмичења, у којима су ћурке и кокошке коришћене као мете, црквене службе и традиционална вечера, која се састојала од ћуретине и пита од бундеве и од неких мање традиционалних јела, као што је голубља пита.
У Њујорку, људи су облачили маске и костиме и ишли улицама у групама. Те групе су се претвориле у Рагамафин параде 1870. године, које су се састојале углавном од дјеце обучене као „рагамафини“ у костимима старе и неусклађене одјеће за одрасле и са намјерно замрљаним лицима, који су ишли од врата до врата уз питање „Имате ли нешто за Дан захвалности?“ приликом чега су им људи углавном давали новац или јабуке. Године 1930. објављен је чланак у часопису The New York Times, у којем је наведено да је Вилијам Џеј О Шеј, тадашњи управник школа, послао допис управницима и директорима округа да дјеца престану са својим обичајем да се маскирају и траже новац и поклоне јер нервирају одрасле на Дан захвалности и да се многи грађани жале. Године 1937. организована је парада за Дан захвалности како би се обесхрабрила дјеца да се облаче као Рагамафини, а 1940. у паради је учествовало 400 дјеце који су носили натпис „Амерички дјечаци не просе“. До краја 1950-их традиција се смањила, како је расла традиција Мејси парада за Дан захвалности, и са појавом обичаја „смицалица или посластица“ за Ноћ вјештица. Године 1966. одржана је Рагамафин парада у Беј Риџу, чија традиција је у оригиналном облику настављена и у 21. вијеку, а 2016. улица у којој се парада одржава је преименована у Рагамафин веј, у част 50 годишњице одржавања.

### Френксгивинг и модерно доба
Насљедници Абрахама Линколна на мјесту предсједника слиједили су његов примјер проглашавања последњег четвртка у новембру сваке године за Дан захвалности до 1939. када је предсједник Френклин Д. Рузвелт прекинуо ту традицију. Новембар 1939. је имао пет четвртака умјесто уобичајених четири и Рузвелт је прогласио четврти четвртак као Дан захвалности, а не пети који је био последњи. Он је истакао да му је план био да празник успостави претпосљедњег четвртка у мјесецу умјесто последњег, јер је сматрао да ће ранији Дан захвалности дати трговцима дужи период да продају робу прије Божића, пошто је земља била усред Велике кризе и да ће повећање профита и потрошње током тог периода помоћи да се земља извуче из кризе. У то вријеме, рекламирање робе за Божић прије Дана захвалности сматрало се неприкладним, а Фред Лазар млађи, оснивач компаније Federated Department Stores, Inc., убиједио је Рузвелта да помјери празник недељу дана раније како би продужио сезону куповине.
Републиканци су осудили промјену, назвавши је увредом сјећања на Линколна, након чега су људи 30. новембар почели да називају „Републиканским даном захвалности“, а 23. новембар „Демократским даном захвалности“ или „Френксгивинг“. Десет дана након објаве дартума, Галуп је објавио резултате националне анкете према којој 62 одсто није одобравало промјену датума. У новембру, 23 државе су одлучиле да се држе старог датума, а 22 да усвоје нови датум, док су Тексас, Мисисипи и Колорадо одлучили да славе оба дана. Током наредне двије године, Рузвелт је наставио да помјера датум, више држава се помирило са раним слављем, али су се трговци побунили и према анкети из 1941. у Њујорку, 37% испитаних власника трговина дало је предност ранијем датуму, док је у Вашингтону, савезна влада објавила да ранији Дан захвалности није довео до повећања малопродаје.
Дана 20. маја 1941. Рузвелт је сазвао конференцију за медије на којој је објавио да враћа Дан захвалности на уобичајен датум, да је раније одржавање празника био експеримент који је пропао. Такође је изјавио да је касно да се датум промијени за 1941. али да ће се промијенити од 1942. У октобру 1942. оба дома Конгреса усвојила су заједничку резолуцију којом се фиксира последњи четвртак у новембру за празник који почиње 1942. године, након чега је у децембру 1942. Сенат усвојио амандман на резолуцију захтијевајући да се Дан захвалности обиљежава сваке године четвртог четвртка у новембру, како би се спријечила забуна око повремених година у којима новембар има пет четвртака. Дана 26. децембра 1941. Рузвелт је потписао заједничку резолуцију којом се Дан захвалности сматра националним празником и налаже се да се слави четвртог четвртка у новембру.

## Традиционалне прославе и свечаности

### Храна
Сматра се да се на првом Дану захвалности 1621. јела дивља ћурка, као и локална храна, као што су риба, јегуље, шкољке и јело Вампаноага звано насаумп, кувано кукурузно брашно помијешано са поврћем и месом. Сара Џозефа Хејл је у свом роману Нортвуд из 19. вијека написала цијело поглавље о вечери за Дан захвалности, гдје је представила ћуретину као главни оброк, а питу од бундеве као дезерт. Традиција једења ћурке на Дан захвалности датира од првих прослава ране жетве, јер је била лако доступан и практичан извор. У вечери за Дан захвалности која је сервирана за Цивилни конзерваторски корпус 1935. били су кисјели краставци, зелене маслине, целер, печена ћуретина, гулаш од острига, сос од брусница, сос од изнутрица, прелив, врхови шпарога, пахуљице кромпира, печена шаргарепа, воћна салата, ролнице, мљевена пита, воћни колач, бомбоне, грожђе, јабуке, шкољке, риба и многе друге намирнице, заједно са француском кафом, цигарама и цигаретама.
Вечера за Дан захвалности везана је за настанак прве ТВ вечере или Смрзнуте вечере 1950-их; године 1953. компанија Swanson је имала стотине тона ћуретине која је остала након Дана захвалности због прецијењене потражње. Одлучили су да користе технологију замрзнутог меса која је била у развоју од 1920-их, а приједлог је био да се преостале ћурке користе у унапријед припремљеној замрзнутој вечери за Дан захвалности. Оброк је био замрзнут са храном у преграђеном алуминијумском послужавнику који је затим могао поново да се загрије, а у њему је била ћуретина са умаком, надјевом, пире кромпиром и грашком. Производ је нагло скочио у популарности и капитализовао је пораст гледања телевизије, јер је брза припрема значила да су породице лакше јеле поред телевизије, што је постало друштвени тренд у САД.
Ћуретина, обично печена и пуњена, а понекад пржена у дубоком уљу, најчешћа је храна за Дан захвалности до те мјере да се сам Дан захвалности понекад колоквијално назива „Дан ћурки“. Александар Хамилтон је изјавио да ниједан грађанин Сједињених Држава не би требало да се уздржи од ћурке на Дан захвалности, а Бенџамин Френклин је цијенио дивљу ћурку као амерички симбол. Како је Дан захвалности растао у популарности током 1800-их, порасла је и популарност ћурки, а до 1857. ћуретина је постала дио традиционалне вечере у Новој Енглеској. Конзумација ћуретине на Дан захвалности је постала укоријењена у америчкој култури и сваке године од 1947. Национална федерација ћурки поклањала живу ћурку предсједнику САД прије сваког Дана захвалности.  Ћурке су у почетку клане и послуживане за предсједничку вечеру за Дан захвалности, а од 1989. представљене ћурке обично добијају лажно помиловање уз велику помпу и шаљу их у парк да проживе остатак живота. Сматра се да је прво помиловање ћурки дао предсједник Абрахам Линколн 1863. године, на молбу свог сина Теда, о чему постоји споменик у Хартфорду, у држави Конектикат. Према анкети из 2013. године, 85 одсто Американаца учествује у оброку за Дан захвалности, око 276 милиона користи живину за празничну вечеру, а према подацима из 2017. поједено је 45 милиона ћурки, док је 2019. поједено 40 милиона. Процијењено је да је 2024. потрошено 983,3 милиона долара на ћурке за Дан захвалности, као и да се осам милиона ћурки баци због претјераног спремања.
Међу осталом храном која је повезана са Даном захвалности спадају пире кромпир са умаком, надјев, слатки кромпир, сос од бруснице, кукуруз шећерац, разно јесење поврће, тиквице и пита од бундеве, а према анкети из 2013. 62% прави питу од бундеве, док 33% прави питу од јабуке.

### Захваљивање и вјерске службе
Традиција захваљивања је настављена и у 21. вијеку у многим облицима, нарочито вјерским службама, као и изговарањем молитве за вријеме оброка прије вечере за Дан захвалности. Многе богомоље нуде богослужења и догађаје на тему Дана захвалности викенд прије, дан или викенд послије празника.
Празнична традиција код куће у многим породицама је да вечеру за Дан захвалности започну изговарањем милости (молитва прије или послије јела). Прије молитве, уобичајено је да свака особа за трпезаријским столом каже један посебан разлог због којег је те године захвална Богу.
Џој Фишер, баптистички писац, написао је да празник поприма духовни нагласак и укључује препознавање извора благослова у којима уживају током цијеле године – Бога пуног љубави. Хешам А. Хасабала, амерички муслимански учењак и доктор, написао је да је Дан захвалности у потпуности у складу са исламским принципима и да је мало ствари исламскије од захвалности Господу за Његове благослове. Он је написао да ислам прихвата идеју о потреби за повременом забавом, али да буде уз ограничења без алкохола и коцкања. Многи Американци Сика такође славе празник „захваљујући Свемогућем“. Сики такође прикупљају храну коју дијеле бескућницима окупљеним у Презвитеријанској цркви, дају им вреће за спавање и старају се о њиховим медицинским потребама.

### Покајање и молитва
Дан захвалности је укључен у Ревидирани заједнички лекционар, који пружа свете списе за услуге Дана захвалности. То је последњи упис у литургијски календар прије почетка Адвента наредне недеље.

### Добротворно давање
Сиромашнима се често даје храна у вријеме Дана захвалности; већина заједница има годишње акције за прикупљање некварљиве упаковане и конзервиране хране, а корпорације спонзоришу добротворне дистрибуције основне хране и вечере за Дан захвалности. Војска спаса ангажује добровољце да служе вечере за Дан захвалности стотинама људи на различитим локацијама. Они такође током тог дана покрећу своју годишњу кампању котлића, при чему се лансирање поклапа са националним телевизијским концертом. United Way такође покреће своју кампању на Дан захвалности под називом Live United campaign. Пет дана након Дана захвалности је уторак давања, прослава добротворних давања, који је први пут обиљежен 2012.

### Параде
У Њујорку су 1870. почеле да се одржавају Рагамафин параде у којима су учествовала дјеца. Године 1924. у Њујорку је одржана прва Мејси парада за Дан захвалности, на којој су представљени позоришни елементи и живе животиње из зоолошког врта у Централном парку, а догађају је присуствовало неколико хиљада људи. Парада се од тада одржава сваке године, од Упер вест Сајд насеља у Менхетну до главне продавнице Мејси на Хералд Скверу и сваке године се преноси на националној телевизији NBC. Парада укључује парадне пловке са специфичним темама, представе из бродвејских мјузикла, велике балоне цртаних ликова, телевизијске личности и средњошколске марширајуће бендове. Пловак или велики балон којим се традиционално завршава Мејси парада је лик Деда Мраза, чији је долазак незванични знак почетка божићне сезоне куповине. Први цртани лик који се појавио на паради је Мачак Феликс 1927. године, а затим и бројни други ликови. Балони мачка Феликса и шест других ликова, укључујући великог гуменог змаја, донирани су владиној гомили гуменог отпада на церемонија одржаној на степеницама Градске куће 1942. за вријеме Другог свјетског рата. Балон мачка Феликса је поново представљен 2016. На паради 2024. представљено је укупно 17 великих балона, међу којима су били Мини Маус, Маршал из Патролних шапа, Нора из сликовнице Вилењак на полици, Гоку из Змајеве кугле и Спајдермен. Године 2024. поред 17 балона испуњених хелијумом, учествовале су 22 пловке, 15 нових и старих гумењака, 11 марширајућих бендова, 700 кловнова, 10 извођачких група, пјевачи и глумци и екипа ВНБА шампиона Њујорк Либерти. Парада је најављивана као највећа свјетска парада.
Најстарија парада за Дан захвалности је Парада у Филаделфији, која је покренута 1920. године и била је повезана са компанијом Gimbels, конкурентом компаније Macy, све док се та продавница није затворила 1986. године.
Америчка парада захвалности у Детроиту је основана 1924. и једна је од највећих парада у земљи.  Парада иде од Мидтауна до центра Детроита и претходи годишњој утакмици захвалности у америчком фудбалу коју играју Детроит лајонси. Парада укључује велике балоне, марширајуће бендове и разне славних личности и такође се преноси на националној телевизији на разним придруженим станицама. Градоначелник Детроита затвара параду дајући Деда Мразу кључ од града.
Параде за Дан захвалности одржавају се у многим другим градовима, укључујући: Амерен Мисури у Сент Луису, Парада за Дан захвалности у родном граду празника Плимуту, Новант парада у Шарлоту, Сезонска парада у Питсбургу, Сан Боул федерал у Ел Пасоу, ХЕБ празнична парада у Хјустону, Парада захвалности у Чикагу, Парада Деда Мраза у Пиорији која је најстарија у држави, датира из 1887. године и одржана је дан послије Дана захвалности, Парада де лос Серос у Фаунтин Хилсу и УБС парада у Стамфорду. Већина парада се преноси на локалним станицама, већина се преноси и путем интернет телевизије на веб страницама телевизијских станица, а неке имају мале, обично регионалне, синдикалне мреже.
Неколико других парада је такође било повезано са Даном захвалности, преко Свеамеричких парада за Дан захвалности које су преношене на мрежи CBS, а међу којима су биле Алоха парада цвијећа која се одржавала у Хонолулуу, на Хавајима сваког септембра, Парада Деда Мраза у Торонту и Оприленд аква Парада, која је одржавана од 1996. до 2001. године у Нешвилу. Оприленд парада је укинута 2001. и замијењена је снимљеном парадом у Мајами Бичу 2002.
Дуги низ година Парада Деда Мраза у Лос Анђелесу одржавала се у сриједу увече прије Дана захвалности, а од 1978. је премјештена на недељу послије празника. Године 2002. преименована је у Холивудску божићну параду.

### Спорт
Амерички фудбал за многе Американце представља битан дио многих прослава Дана захвалности, што је традиција која датира из најранијег периода спорта, крајем 19. вијека. Године 1891. Јејл је побиједио Принстон са 19 : 0 у првој колеџ утакмици одиграној на празник. Професионални амерички фудбал је почео да се игра на Дан захвалности 1920. године, када је играно шест утакмица у оквиру лиге коју је по први пут организовао Амерички професионални фудбалски савез. У почетку су то биле једине утакмице које су се играле током седмице осим утакмица које су игране недељом или понедељком увече. У Националној фудбалској лиги (НФЛ) се играју утакмице на Дан захвалности сваке године од оснивања осим током Другог свјетског рата. Детроит лајонси су били домаћини утакмице сваког Дана захвалности од 1934. до 1938. и домаћини су сваке године без прекида од 1945. Године 1966. Далас каубојси, који су основани шест година раније, усвојили су праксу играња утакмице кући за Дан захвалности. Утакмице нису играли 1975. и 1977. јер је комесар лиге Пит Розел одлучио да Сент Луис кардиналси буду домаћини како би стекли популарност, али након што су обје утакмице изгубили, тражио је поново од Далас каубојса да преузму домаћинство, на шта су они пристали уз услов да буде трајно. Лига је додала трећу утакмицу у ударном термину 2006. године, а за разлику од традиционалне двије утакмице које се играју поподне, у тој утакмици нема фиксног домаћина.
За колеџ фудбалске тимове који учествују у највишем степену такмичења, регуларна сезона се завршава викендом Дана захвалности, а последња утакмица тима је често против регионалног или историјског ривала, као што је Ајрон боул ривалство између Алабаме и Аубурна, које је било познато као Грађански рат Орегона, између Орегона и Орегон стејта. Друга популарна ривалства чије се утакмице обично играју на Дан захвалности су Ејпл куп између Вашингтона и Вашингтон стејта, као и Мичигена и Охајо стејта. Неке средњошколске фудбалске утакмице (које укључују неке утакмице државног првенства) и неформална такмичења „Ћурећи Боул“ која играју аматерске групе и организације, често се одржавају током викенда послије Дана захвалности. Средњошколска такмичења су била уобичајена на сами Дан захвалности, али су престале да се организују у већини држава у периоду од краја 20. до почетка 21. вијека, пошто су школе помјериле фокус на државне турнире и зимске спортове. Током многих породичних окупљања уобичајено да се амерички фудбал игра прије или послије вечере у дворишту или на оближњем терену. У аматерским утакмицама се користе обично мање организована правила у дворишту, као што су дворучни додир или флег фудбал.
У колеџ кошарци се одржава неколико елиминационих турнира током викенда Дана захвалности, прије почетка сезоне у Конференцији, као што су Вегас шоудаун, раније познат као Вуден легаси, ЕСПН инвитејшонал из Орланда, као и Батл фор Атлантис који се одржава на Бахамима. Сви турнири се емитују на каналима ESPN2 и ESPNU у маратонском формату. НИТ сизон Тип-Оф турнир се такође игра на Дан захвалности од када је прешао у власништво колеџ организације НЦАА. Последњи пут су утакмице у оквиру НБА лиге игране на Дан захвалности 2010. године, од када се више не играју.
Сезона у голфу и аутомобилским тркама се завршава прије Дана захвалности, али постоје догађаји и у тим спортовима који се одржавају током викенда за Дан захвалности. Велика ноћна награда ћурке је годишња аутомобилска трка која се одржава на различитим мјестима у јужној Калифорнији током ноћи на Дан захвалности, углавном због тога што могу да учествују неки од најбољих тркача у Сједињеним Америчким Државама након завршетка сезоне у Наскар купу и Индикару. У голфу током викенда послије Дана захвалности одржавало се такмичење Скинс од 1983. до 2008. послије завршетка сезоне у ПГА Туру. Од 2018. сваке године се одржава турнир под називом Меч, углавном на Дан захвалности или близу њега.
Такмичење у бацању бундеве механичким путем на даљину на Свјетском првенству одржавано је почетком новембра у Делаверу и сваки Дан захвалности је преношено на телевизији Science Channel, али је због спора око одговорности након повреда на догађајима 2010-их прекинут и одржан је само једном од 2016. године. Такмичење у Илиноису је одржано 2019. године, на којем је учествовало мање такмичара и претрпјели су финансијски губитак.
У хокеју на леду, Национална хокејашка лига је објавила, као дио свог десетогодишњег продужетка уговора са телевизијском мрежом NBC, да ће почети да организује утакмицу у петак поподне након Дана захвалности, познату као „Обрачун на Дан захвалности“, од сезоне 2011/12. Бостон бруинси су играли утакмице на Црни петак ујутру најмање од 1990. године, али је 2011. по први пут утакмица емитована на националној телевизији.
Компаније промоције професионалног рвања обично су одржавале премијерне догађаје који се плаћају по гледању на или око Дана захвалности. Тренд је почео 1983. године када је компанија Jim Crockett Promotions, промотер Националног савеза за рвање, представила догађај Старкејд, који је касније укључен у Свјетско првенство у рвању и помјерен је са Дана захвалности 1988. Годину дана раније, компанија WWE је увела догађај Сурвајвор серија, који се одржава у новембру сваке године, обично током седмице у којој се слави Дан захвалности.
У многим градовима широм САД ујутру на Дан захвалности одржавају се тркачки догађаји познати као „ћурећи кас“, а њихова популарност је порасла и од 2018. то је најпопуларнији дан за трке у САД. У зависности од укључених организација, организују се трке на једну миљу, 5 километара, 10 километара и полумаратон, док је последњи маратон за Дан захвалности одржан у Атланти 2010. Најстарија годишња трка за Дан захвалности у Сјеверној Америци је Бафало трка ћурећи кас на 8 километара, која је први пут одржана 1896. и од тада се одржава сваке године, укључујући и период током Првог свјетског рата, Шпанске грознице, Другог свјетског рата и пандемије ковида 19.
У фудбалу, МЛС лига је 2021. године најавила да ће се утакмица у оквиру плеј-офа МЛС купа по први пут одржати на Дан захвалности. На тај дан одиграна је утакмица полуфинала конференције плеј-офа 2021. између Колорадо рапидса и Портланд тимберса. Плеј-оф се обично одржава од октобра до децембра, а ниједан МЛС меч није одржан на Дан захвалности прије 2021. године.

### Телевизија
Постоји много специјалних телевизијских програма који се емитују на или око Дана захвалности, као што је Дан захвалности Чарлија Брауна. У неким случајевима, телевизијски емитери почињу да емитују божићне филмове и специјалне програме за Дан захвалности, узимајући тај дан као сигнал за почетак божићне сезоне.
У седмој епизоди друге сезоне анимиране серије Симпсонови, под називом Барт против Дана захвалности, Барт Симпсон након што оде од куће посматра радосна окупљања својих комшија и завршава у народној кухињи, гдје схвата колико је срећан у поређењу са другима и враћа се кући. Дан захвалности се помиње у седмој епизоди четврте сезоне серије Фрејжер, у осмој епизоди пете сезоне серије Пријатељи, као и у осмој епизоди друге сезоне серије Мајстор за све занате. Снимљени су бројни филмови на тему празника, као што су Љубав и празници, У ствари љубав, Кући за празнике, Мирис жене, а такође се помиње и у филму Роки.

### Радио
„Alice's Restaurant“, 18-минутни монолог Арлоа Гатрија који је дјелимично заснован на инциденту који се догодио на Дан захвалности 1965. године, први пут је објављен 1967. и од тада је постао традиција на бројним радио станицама класичног рока и класичних хитова, које га емитују у цјелини уз велику помпу сваког Дана захвалности. Сматра се да традиција потиче од контракултурног радио водитеља Боба Фаса, који је представио пјесму јавности у својој радио емисији. На бројним радио станицама се традиционално пушта пјесма Адама Сандлера „The Thanksgiving Song“ у неколико различитих верзија, која је први пут објављена 1992. Комплет „Grandma's Thanksgiving“, из 1947. који заузима обје стране албума Фреда Варинга од 78 обртаја у минути, традиционално се пушта сваке године на Дан захвалности на станици WBEN у Буфалу. То је била дугогодишња традиција у јутарњем програму под водитељем Клинтом Буелманом и настављена је под његовим насљедницима Билом Лејси и Рендијем Бушовером.
Почетком 21. вијека, Дан захвалности или дан касније био је традиционални датум почетка када су радио станице укључивале континуирану божићну музику, а због „божића унапријед“, термина који се користи у трговини, датум емитовања божићне музике је промијенио и емитовање почиње доста прије Дана захвалности за већину станица које прате ту стратегију.

### Помиловање ћурки
Предсједник Сједињених Америчких Држава добија ћурку за Дан захвалности сваке године од 1873. Током првих 41 годину ћурку је обезбјеђивао Хорас Вос из Вестерлија, који је умро 1913. након чега су сви имали могућност да поклоне ћурку предсједнику, прва дама Грејс Кулиџ прихватила је ћурку од извиђача из Вермонта 1925. а ћурка као поклон постала је национални симбол доброг расположења. Године 1947. Труман је позвао грађане да не једу пилетину и ћуретину на Дан захвалности како би помогли у стварању залиха жита за људе који гладују у Европи послије Другог свјетског рата, након чега су фармери почели да протестују плашећи се да ће продаја живине пасти. Почело је лобирање да се предсједник Труман натјера да престане да рационира ћурку ради иностране помоћи, а затим су му Национална федерација ћурке и Национални одбор за живину и јаја поклонили три ћурке, једну живу и двије пуњене на првој церемонији представљања ћурке, која је постала позната као Национална презентација ћурке за Дан захвалности. Постоје тврдње да је Труман касније изјавио да ћурке нису послужене на њиховој трпези за вечеру, али је истакнуто да не постоје писани документи да је он био први који је помиловао ћурку. Труман је 1948. прихватио двије ћурке на поклон, приликом чега је изјавио да ће му добро доћи за божићну вечеру. Сматра се да је Џон Кенеди био први предсједник за којег постоје подаци да је поштедио ћурку која му је дата, изјавивши „пустимо га да иде и порасте“. Пет Никсон је примила ћурку умјесто супруга Ричарда Никсона и помиловала је, након чега су Розалин Картер и Џими Картер помиловали своју ћурку и послали је у зоолошки врт у Вирџинији. Од краја 1970-их, предсједници су већину ћурки слали у зоолошке вртове, а пуњене су обично слали у добротворне сврхе као што је организација Мартин сто.
Према неким изворима, помиловање ћурке датира од Абрахама Линколна, који је помиловао божићну ћурку свог сина, док према другим изворима помиловање датира од Харија Трумана. У својим говорима на церемонији помиловања, предсједници помињу оба догађаја, али ни та један не постоје докази у предсједничкој евиденцији. Током 21. вијека, постао је обичај да се помилују двије ћурке, у случају да оригинална ћурка постане недоступна за предсједничко помиловање.
Роналд Реган је током презентације 1987. први пут употријебио термин помиловање, након чега је Џорџ Х. В. Буш помиловање учинио трајном годишњом традицијом по преузимању предсједничке функције 1989. године. У периоду од 1989. до 2004. ћурке су слате у парк Ферфакс, од 2005. до 2009. у Дизни парк, од 2010. до 2012. у Маунт Вернон, од 2013. до 2015. у Морвен парк, а од 2016. шаљу се у пољопривредно одјељење у оквиру Универзитета Вирџинија тех. Барак Обама је на церемонији помиловања 2009. истакао да је намјеравао да је поједе, али да су га ћерке убиједиле да је помилује. Ћурке су ријетко живјеле дуже од годину дана због тога што су биле узгајане на велику килажу, али се то промијенило током 2010-их, јер су се у Морвен парку и комплексу Вирџинија теха бринули о њиховој исхрани и здрављу. Ћурка за коју је Обама у шали изјавио да није хтио да је помилује, а којој је дао име храброст, живјела је преко шест година, што је најдуже од било које друге помиловане ћурке. Часопис Washington Post написао је да је помиловање ћурки најглупља америчка традиција док је часопис  написао да је то најапсурднија празнична традиција.

### Одмор и путовања
На Дан захвалности, породице и пријатељи се обично окупљају на великом оброку или вечери, па се празнични викенд за Дан захвалности сматра једним од најпрометнијих периода путовања у години, са 24 милиона људи који су путовали авионом 2010. до 80 милиона који су путовали аутомобилом или авионом 2024. 
Пошто је Дан захвалности савезни празник, све владине канцеларије Сједињених Америчких Држава су затворене и сви запослени су плаћени за тај дан, такође је празник за Њујоршку берзу и већину других финансијских тржишта и компанија за финансијске услуге. Током тог периода, школе и универзитети не раде четири дана, од четвртка до недеље, док такође већина пословних и државних установа (78% 2007. године) не ради четири дана током тог периода. Вече уочи Дана захвалности је познато као Сриједа замрачења и једна је од најпрометнијих ноћи у години за барове и клубове јер се многи студенти и други враћају у своје родне градове како би се поново окупили са пријатељима и породицом.

## Критике и контроверзе

### Протести старосједјелаца
Дан захвалности је био предмет критика племенске критичке теорије расе, као и Колумбов дан. Многи медији су га назвали „Националним даном жалости“, у знак признања геноцида над Индијанцима током европске колонизације. Домороци празник сматрају као уљепшану причу о Ходочасницима и старосједиоцима који не гледају на међусобне разлике како би ломили хљеб. Неки домороци тај дан обиљежавају као Дан незахвалности, током којег оплакују смрт својих предака, посте, плешу и моле се, а традиција се одржава од 1975. године. Године 1970. основана је организација Уједињени амерички Индијанци Нове Енглеске, коју је у почетку предводио Френк Џејмс, а организација оптужује САД да су измислиле причу о Дану захвалности. Такође истичу да им је циљ да освјетљавају геноцид и неправду против Индијанаца, а организовали су национални протест на Дан захвалности у Плимот Року за друштвене једнакости и политичке затворенике.
Професор Давид Силверман је написао да је прича о ходочасницима и њиховим савезницима из племена Вампаноаг који заједно вечерају у миру претворила у мит тај сусрет, али да је каснији прекид односа између њих игнорисан. Он је истакао да то одржава идеју да је главно наслеђе Вампаноага било представљање Америке као поклона ходочасницима и пристајање на колонијализам, слично причама о Покахонтас и Сакаџавеји. Роберт Јенсен са Универзитета Тексас је написао да би показатељ моралног напретка у Сједињеним Америчким Државама била замјена Дана захвалности и породичног славља са Националним даном помирења, праћеним колективним постом. Марк Твен је у својој Аутобиографији, објављеној 1924. написао о празнику: „Дан захвалности, функција која је настала у Новој Енглеској прије два или три вијека када су ти људи препознали да заиста имају на чему да буду захвални, годишње, а не чешће, ако су успјели да истријебе своје комшије, Индијанце, током претходних дванаест мјесеци, умјесто да буду истријебљени од стране својих сусједа, Индијанаца. Дан захвалности је постао навика, из разлога што се током времена, како су године одмицале, схватило да је истребљење престало да буде обострано и да је све на страни бијелог човјека, дакле на страни Господа; стога је ваљало захвалити Господу за то и упутити уобичајене комплименте.“
Аутор Џон Родван, који не слави Дан захвалности, истакао је да ће они који покушавају да повежу празник са колонијализмом и геноцидом вјероватно бити одбачени као мрзовољни људи.

### Фестивал жетве старосједјелаца
Сматра се да схватање Дана захвалности међу Индијанцима није универзално негативно и да неки славе празник. Тим Ђаго из племена Оглала, оснивач Удружења аутохтоних америчких новинара, који слави Дан захвалности са својом породицом, истицао је да је Дан захвалности сличан прославама јесење жетве Индијанаца, упоређујући га са „вопила“, прославом захвалности коју практикују Индијанци са Великих равница. Он је написао у часопису The Huffington Post „Идеја о дану захвалности је била дио пејзажа Индијанаца вијековима. Чињеница да је то и национални празник за све Американце савршено се уклапа у традицију Индијанаца.“ Неки домороци користе то вријеме да се друже са породицом, једу традиционалну храну старосједјелаца, коју су највјероватније узгајали и иду у куповину у предузећа која су у власништву Индијанаца, док неки путују у посјету породицама или присуствују разним свечаностима. Леандра Нефин, из племена Омаха, истакла је да међу заједницама домородаца нема осуђивања око тога како ко приступа празнику.
Припадници индијанске нације Онеида марширали су на Мејси паради поводом Дана захвалности 2010. године са великим пловком бијелог бора који расте из леђа Острва Корњача, на који је писало „Прави дух захвалности“. На паради су представљени такође плесачи Ирокеза и чланови Онеида обучени у традиционалне регалије, а учествовала је и индијанска пјевачица Кристал Шаванда.

### Дан кривог давања
Почетком 20. вијека, Америчко удружење за унапређење атеизма противило се обиљежавању Дана захвалности, предлажући да се алтернативно сваке године тог дана обиљежава празник назван Дан кривог давања, што су сматрали протестом против божанског немара, под претпоставком, само за тај дан, да Бог постоји. Неки атеисти у 21. вијеку посебно критикују годишње рецитовање прогласа за Дан захвалности од стране предсједника Сједињених Америчких Држава, чије се објаве често врте око теме захвалности Богу, наводећи да је то уставно кршење раздвојености цркве и државе.

### Права радника у малопродаји
Одлука трговаца на мало да почну распродају током Дана захвалности умјесто традиционално дана након, критикована је као присиљавање нижих малопродајних радника под пријетњом да ће бити отпуштени, да раде у дану резервисаном за одмор. Медији су због великих гужви у радњама током празника објавили да се црни петак претворио у сиви четвртак.
Као реакција на те критике, компаније Macy и Best Buy објавили су 2014. да су већину њихових смјена за Дан захвалности добровољно попуњавали запослени који су радије хтјели да буду слободни дан послије умјесто на сами Дан захвалности, што је касније постала уобичајена пракса.
До 2021. године, трговци на мало су углавном одустали од распродаје током Дана захвалности и вратили су фокус на Црни петак. Плави закони у Мејну, Масачусетсу и Роуд Ајланду спрјечавају трговце на мало у тим државама да отварају радње на Дан захвалности и обично отварају у поноћ послије празника.

### Жетва срама
Новинар Едвард Р. Мароу и продуцент Дејвид Лоу са намјером су изабрали викенд за Дан захвалности 1960. да објаве Мароову последњу причу за CBS News, документарни филм под називом Жетва срама, који траје сат времена и који приказује третман осиромашених пољопривредних радника миграната у земљи, надајући се да ће вечеру за Дан захвалности и недостатак умјерености код људи упоредити са сиромаштвом оних који беру поврће. Мароу је истакао да документарни филм приказује Сједињене Америчке Државе из непријатељске перспективе, а када је напустио CBS News да би се придружио Информативној агенцији Сједињених Држава 1961. године, покушао је да спријечи емитовање специјала у Уједињеном Краљевству.

## Датуми
До 1941. када је био последњег четвртка у мјесецу, могао је да буде од 24. до 30. новембра, а након што је законом 1941. године одређен да буде четвртог четвртка у новембру умјесто последњег, може да буде било ког датума од 22. до 28. новембра. Када пада 22. или 23. новембра, то није последњи већ претпоследњи четвртак у новембру, али је четвртак који претходи последњој суботи у новембру.
Године 2013. празник је пао 28. новембра, за вријеме Хануке трећи пут у историји од када је Линколн прогласио Дан захвалности националним празником. Последњи пут је то било 1899. године, а због природе грегоријанског и јеврејског календара који су неусклађени један са другим, процијењено је да ће се празници поклопити поново тек за неколико десетина хиљада година. То ријетко поклапање је подстакло стварање неологизма Тенксгивука.

### Табела датума (1899–2103)
Датум Дана захвалности прати циклус од 28 година, прекинут само вијековима који нису дјељиви са 400 (као што су 1900, 2100, 2200, 2300, 2500). Прекид у редовном циклусу је ефекат алгоритма преступне године, како би такве године биле просте године у сврху прилагођавања календарског/сезонског усклађивања које пружају преступне године.
| 47. седмица  | 47. седмица  | 47. седмица  | 47. / 48. седмица | 48. седмица  | 48. седмица  | 48. седмица  | 48. седмица  | 48. седмица  |
| 22. новембар | 23. новембар | 24. новембар | 25. новембар      | 26. новембар | 27. новембар | 28. новембар | 29. новембар | 30. новембар |
| ------------ | ------------ | ------------ | ----------------- | ------------ | ------------ | ------------ | ------------ | ------------ |
| Није могуће  | Није могуће  | 1904.        |                   | 1903.        | 1902.        | 1901.        | 1900.        | 1899.        |
| Није могуће  | Није могуће  | 1910.        | 1909.             | 1908.        |              | 1907.        | 1906.        | 1905.        |
| Није могуће  | Није могуће  |              | 1915.             | 1914.        | 1913.        | 1912.        |              | 1911.        |
| Није могуће  | Није могуће  | 1921.        | 1920.             |              | 1919.        | 1918.        | 1917.        | 1916.        |
| Није могуће  | Није могуће  | 1927.        | 1926.             | 1925.        | 1924.        |              | 1923.        | 1922.        |
| Није могуће  | Није могуће  | 1932.        |                   | 1931.        | 1930.        | 1929.        | 1928.        |              |
| Није могуће  | Није могуће  | 1938.        | 1937.             | 1936.        |              | 1935.        | 1934.        | 1933.        |
| 1945.        | 1944.        |              | 1943.             | 1942.        | 1941.        | 1940.        |              | 1939.        |
| 1951.        | 1950.        | 1949.        | 1948.             |              | 1947.        | 1946.        | Није могуће  | Није могуће  |
| 1956.        |              | 1955.        | 1954.             | 1953.        | 1952.        |              | Није могуће  | Није могуће  |
| 1962.        | 1961.        | 1960.        |                   | 1959.        | 1958.        | 1957.        | Није могуће  | Није могуће  |
|              | 1967.        | 1966.        | 1965.             | 1964.        |              | 1963.        | Није могуће  | Није могуће  |
| 1973.        | 1972.        |              | 1971.             | 1970.        | 1969.        | 1968.        | Није могуће  | Није могуће  |
| 1979.        | 1978.        | 1977.        | 1976.             |              | 1975.        | 1974.        | Није могуће  | Није могуће  |
| 1984.        |              | 1983.        | 1982.             | 1981.        | 1980.        |              | Није могуће  | Није могуће  |
| 1990.        | 1989.        | 1988.        |                   | 1987.        | 1986.        | 1985.        | Није могуће  | Није могуће  |
|              | 1995.        | 1994.        | 1993.             | 1992.        |              | 1991.        | Није могуће  | Није могуће  |
| 2001.        | 2000.        |              | 1999.             | 1998.        | 1997.        | 1996.        | Није могуће  | Није могуће  |
| 2007.        | 2006.        | 2005.        | 2004.             |              | 2003.        | 2002.        | Није могуће  | Није могуће  |
| 2012.        |              | 2011.        | 2010.             | 2009.        | 2008.        |              | Није могуће  | Није могуће  |
| 2018.        | 2017.        | 2016.        |                   | 2015.        | 2014.        | 2013.        | Није могуће  | Није могуће  |
|              | 2023.        | 2022.        | 2021.             | 2020.        |              | 2019.        | Није могуће  | Није могуће  |
| 2029.        | 2028.        |              | 2027.             | 2026.        | 2025.        | 2024.        | Није могуће  | Није могуће  |
| 2035.        | 2034.        | 2033.        | 2032.             |              | 2031.        | 2030.        | Није могуће  | Није могуће  |
| 2040         |              | 2039.        | 2038.             | 2037.        | 2036.        |              | Није могуће  | Није могуће  |
| 2046.        | 2045.        | 2044.        |                   | 2043.        | 2042.        | 2041.        | Није могуће  | Није могуће  |
|              | 2051.        | 2050.        | 2049.             | 2048.        |              | 2047.        | Није могуће  | Није могуће  |
| 2057.        | 2056.        |              | 2055.             | 2054.        | 2053.        | 2052.        | Није могуће  | Није могуће  |
| 2063.        | 2062.        | 2061.        | 2060.             |              | 2059.        | 2058.        | Није могуће  | Није могуће  |
| 2068.        |              | 2067.        | 2066.             | 2065.        | 2064.        |              | Није могуће  | Није могуће  |
| 2074.        | 2073.        | 2072.        |                   | 2071.        | 2070.        | 2069.        | Није могуће  | Није могуће  |
|              | 2079.        | 2078.        | 2077.             | 2076.        |              | 2075.        | Није могуће  | Није могуће  |
| 2085.        | 2084.        |              | 2083.             | 2082.        | 2081.        | 2080.        | Није могуће  | Није могуће  |
| 2091.        | 2090.        | 2089.        | 2088.             |              | 2087.        | 2086.        | Није могуће  | Није могуће  |
| 2096.        |              | 2095.        | 2094.             | 2093.        | 2092.        |              | Није могуће  | Није могуће  |
| 2103.        | 2102.        | 2101.        | 2100.             | 2099.        | 2098.        | 2097.        | Није могуће  | Није могуће  |

### Дани послије Дана захвалности
Дан након Дана захвалности је празник за неке компаније и већину школа, а у последње двије деценије 20. вијека постао је познат као Црни петак, почетак божићне сезоне куповине и дан за распродаје у великим малопродајним објектима који су били затворени на Дан захвалности. Покрет познат као Дан без куповине настао је у Канади 1992. године као супротност Црном петку. Дан послије Дана захвалности је такође и Дан насљеђа америчких Индијанаца, током којег се одаје почаст Индијанцима за њихов бројни допринос Сједињеним Америчким Државама. Активисти су истакли да би празник требало помјерити да не буде на Црни петак, јер сматрају да је то дан прождрљивости, похлепе и агресивног капитализма.
Петак након Дана захвалности назван је такође и Смеђи петак, пошто су водоинсталатерске компаније као што је Roto-Rooter пријавиле нагли пораст пословања због велике количине произведеног отпада. Покрет Субота за мали бизнис, који промовише куповину у мањим локалним установама, одржава се последње суботе у новембру, два дана након Дана захвалности. Сајбер понедељак је назив који је дат понедељку након Дана захвалности, који се развио у почетним данима интернета, када су потрошачи који су се враћали на посао искористили предности интернет конекције својих послодаваца за куповину преко интернета, а трговци су почели да нуде продају како би задовољили потражњу. Уторак послије Дана захвалности назива се Уторак даривања.

## Књижевност
Написано је неколико пјесама на тему Дана захвалности, као што су Дан захвалности у оквиру збирке пјесама Стихови живота Флоренс Ерл Коатес из 1909. у којој се велича захвалност Богу, Преко ријеке и кроз шуму из 1844. Лидије Марије Чајлд, која је такође позната и под називом Пјесма дјечака из Нове Енглеске о Дану захвалности, као и Дан захвалности 28. новембра 1986. Вилијама Бароуза у оквиру збирке приповијетки Торнадо алеја.

## Музика
Снимљене су бројне пјесме на тему празника, као што су „We Gather Together“, химна холандског поријекла коју је компоновао Адријанус Валеријус 1597. након побједе Низоземске републике против Шпанске империје у Бици код Турнаута, а затим је повезана са Даном захвалности од 18. вијека након доласка Холанђана у Сјеверну Америку. Пјесма „Now Thank We All Our God“ је химна њемачког поријекла коју је написао Мартин Ринкарт око 1636. године, „We Plough the Fields and Scatter“ је такође химна њемачког поријекла коју је написао Матијас Клаудијус 1782. године и сматра се химном Дана захвалности. „“ је химна енглеског поријекла коју је написао Хенри Алфорд 1844. године, „“ је химна Шејкера коју је написао Џозеф Бракет 1848. а коју је затим користио Арон Копланд 1944. и постала је повезана са Даном захвалности. „“ је химна енглеског поријекла коју је написао Фолиот Сандфорд Пјерпојнт 1864. „A Hymn of Thanksgiving“ су 1899. написали и компоновали Фани Кросби и Ира Санки, „Bless This House“ је пјесма коју су 1927. написале и компоновале Маи Брахе и Хелен Тејлор, док је пјесму „I’ve Got Plenty To Be Thankful For“, отпјевао Бинг Крозби у филму Холидеј Ин из 1942.
Свиту „Grandma's Thanksgiving“ је компоновао Хари Симеоне 1947. године, текст је написао Франк Канкл, а снимио је Фред Варинг за свој албум од 78 обртаја у минути. Заснована је на пјесми Лидије Марије Чајлд из 1844. Монолог од 18 минута под називом „Alice's Restaurant“ је написао Арло Гатри 1967. за свој истоимени албум, а која је заснована на истинитом догађају из његовог живота који се десио на Дан захвалности 1965. Џорџ Винстон је написао пјесму под називом „Thanksgiving“, за свој албум December из 1982. који је био посвећен божићној сезони. Ширли Каесар је 1988. отпјевала пјесму под називом „Hold My Mule“, коју је 2016. DJ Suede the Remix God ремиксовао у „You Name It“ („U Name It“) послије чега је стекла велику популарност и оригинална верзија је дошла на прво мјесто Билбордове листе топ 100 госпел пјесама.
Адам Сандлер је 1992. снимио пјесму под називом „The Thanksgiving Song“ за свој албум They're All Gonna Laugh at You!, а затим је снимљена у још неколико различитих верзија. Ден Берн је 2001. снимио пјесму „Thanksgiving Day Parade“ за свој албум , Реј Дејвис је снимио пјесму „Thanksgiving Day“ 2006. за свој албум , док је Бен Ректор 2020. написао и отпјевао пјесму „The Thanksgiving Song“ као уводну пјесму за његов празнични албум A Ben Rector Christmas.